# MTZ-82
Der MTZ-82 (russisch МТЗ-82, im deutschen Sprachraum zumeist MTS-82 transkribiert, bekannt auch in Kombination mit dem Markennamen Belarus) ist ein Traktor, der seit 1974 im Minski Traktorny Sawod in Serie produziert wird. Die DDR importierte Traktoren dieses Typs ab 1977. Mit dem MTZ-80 existiert außerdem eine Version ohne Allradantrieb.

## Fahrzeuggeschichte

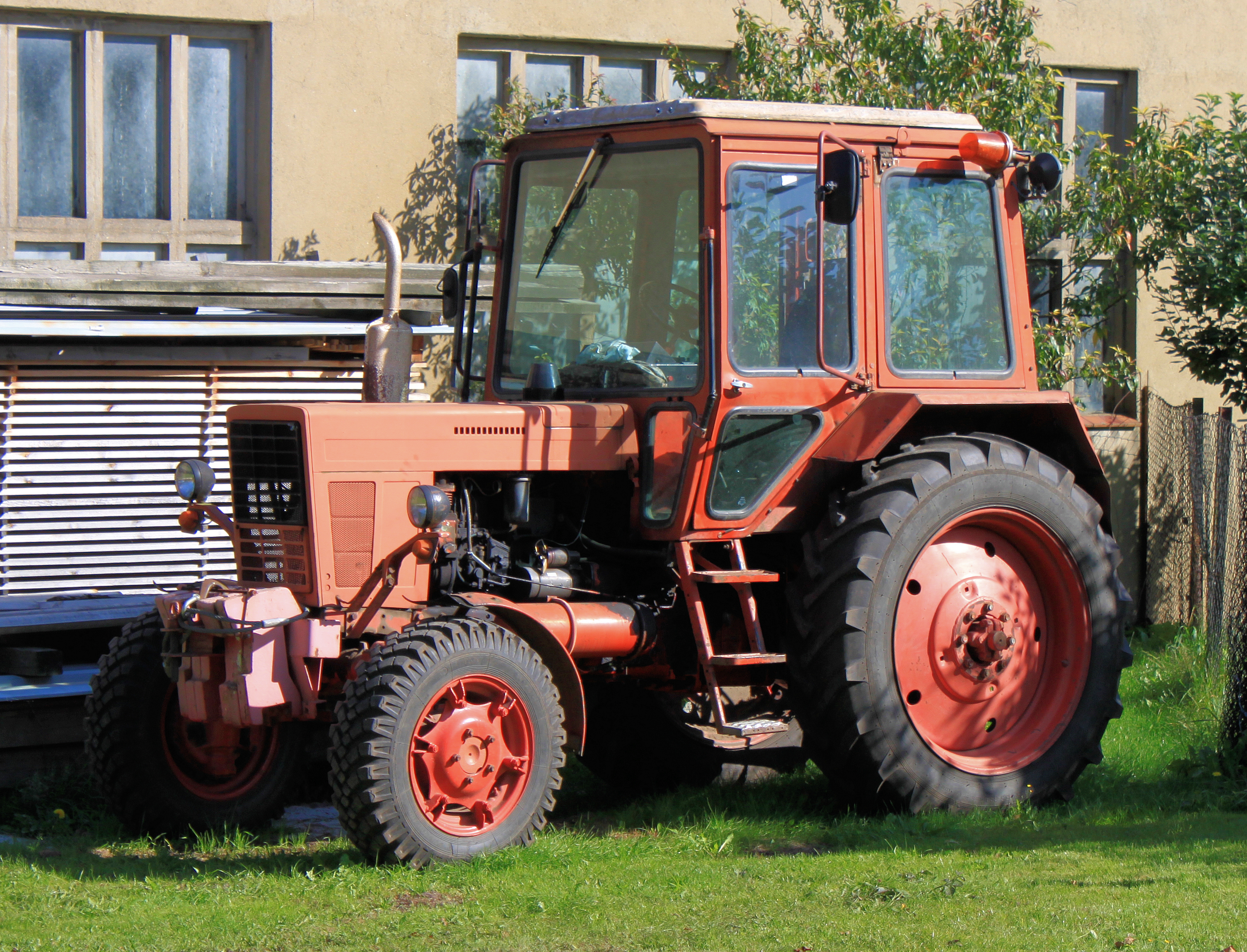
Ein MTZ-82 mit für den Export typischer roter Farbgebung (2011)

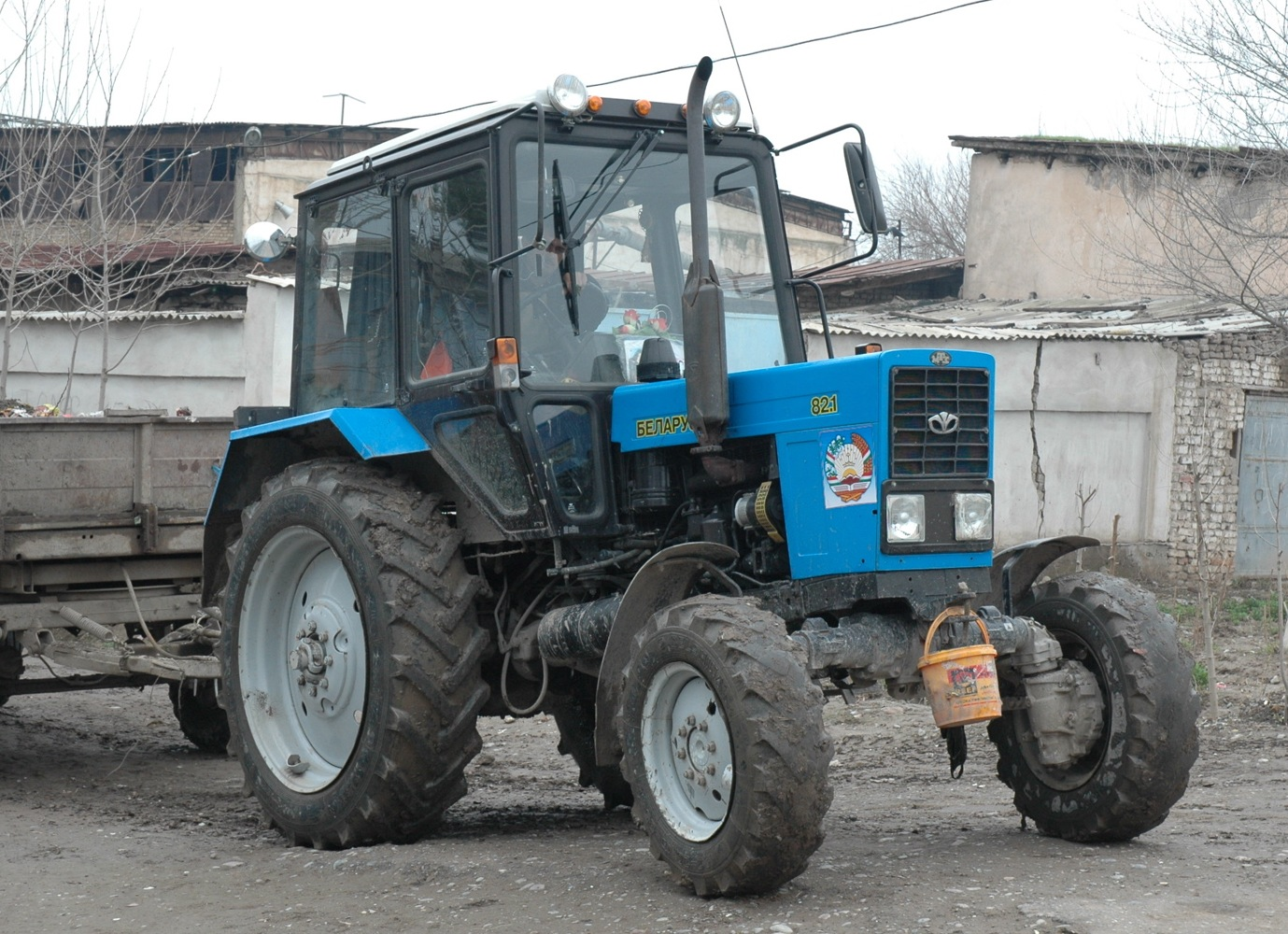
Ein MTZ-82.1 in Tadschikistan (2010)

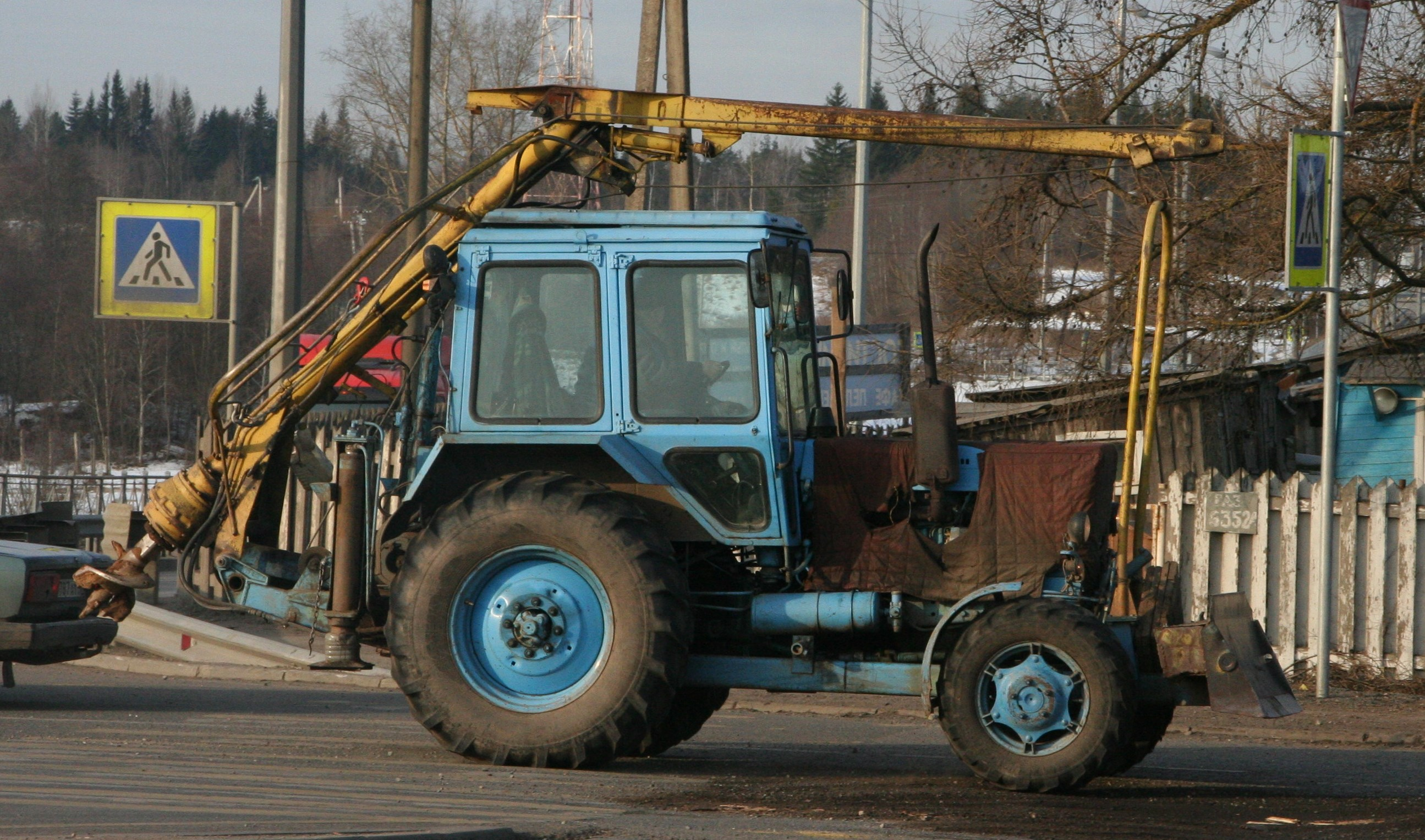
MTZ-82 mit Bohrgerät und Schiebeschild in der Nähe von St. Petersburg (2014)

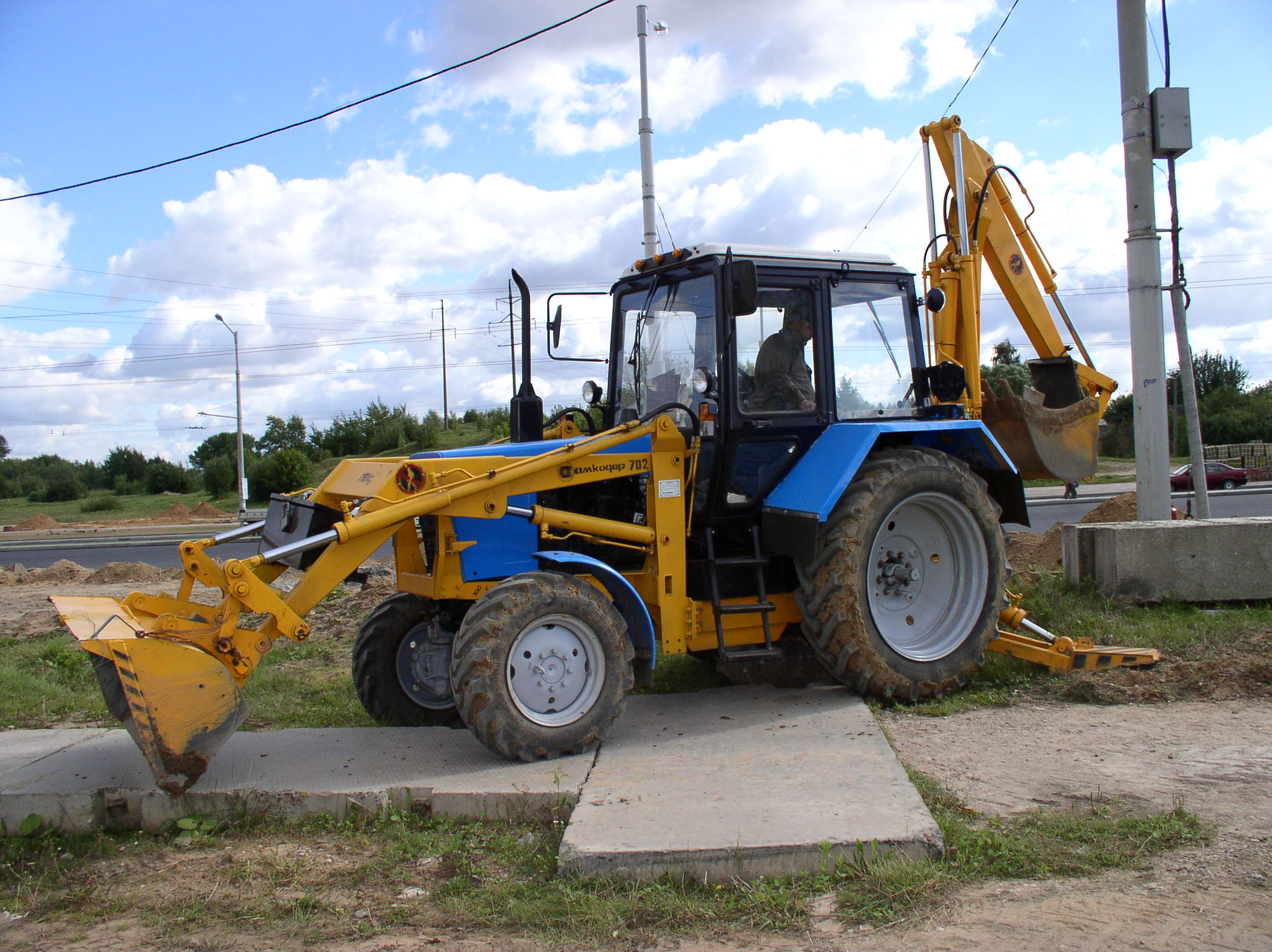
MTZ-82 als Baggerlader in Minsk (2005)

Die ersten Prototypen der neuen Traktorserie um den MTZ-80 wurden 1972 gebaut und getestet. Sie sollten, gemäß einem Beschluss des Ministerrates der UdSSR von 1966 den MTZ-50 (ohne Allradantrieb) und den MTZ-52 ersetzen. Die Serienproduktion der Fahrzeuge begann zusammen mit dem MTZ-80 im Jahr 1974. Der MTZ-50 wurde noch bis 1985 parallel gefertigt.
Die erste Version des MTZ-82 verfügte über eine kleine Fahrerkabine sowie einen sich vom MTZ-50 unterscheidenden Kühlergrill. Ab 1979 gab es für den Exportmarkt, so auch für die DDR, ein Modell mit neuer Fahrerkabine. Diese war deutlich größer und mit mehr Glasflächen ausgestattet, was die Rundumsicht verbesserte. Bis 1995 wurden vom MTZ-80 und MTZ-82 insgesamt 1,496 Millionen Exemplare gefertigt.
1995 erfolgte vom Hersteller, wie auch beim Modell ohne Allradantrieb, eine grundlegende Überarbeitung. Das Ergebnis, der MTZ-82.1, wird auch heute noch gebaut. Die Traktoren sind nun grundsätzlich mit der modernisierten Fahrerkabine ausgestattet. Die Form des Kühlergrills und der Motorhaube wurde überarbeitet. An der verbauten Technik änderte sich jedoch wenig. Nach wie vor wird der gleiche 4,75-Liter-Dieselmotor aus dem Minski Motorny Sawod eingebaut, der seit Produktionsbeginn verbaut wird. Neben dem Grundmodell werden im Minski Traktorny Sawod aber auch eine ganze Reihe abgewandelter Versionen produziert, die sich optisch wie auch technisch vom Original stark unterscheiden.
Mit Ende 1988 befanden sich 7922 Radtraktoren vom Typ MTZ-82 im Bestand der landwirtschaftlichen Produktionsgenossenschaften der DDR. Über die Hälfte, nämlich 4178 Exemplare, waren zwischen 1977 und 1980 importiert worden, noch einmal 2789 Stück zwischen 1981 und 1985. Die restlichen knapp 1000 Maschinen wurden erst nach 1985 beschafft.

## Modellvarianten
Im Laufe der langen Produktionszeit wurden, und werden noch, verschiedene Versionen des Fahrzeugs gebaut.
- MTZ-82 – Grundversion, von 1974 bis 1995 in Serie gebaut.[8] Zu erkennen am wesentlich kleineren Fahrerhaus und am charakteristischen Kühlergrill, der ihn auch vom MTZ-52 unterscheidet. Im Export wurde das Modell auch schon ab 1979 mit großem Fahrerhaus geliefert.
- MTZ-82.1 – Überarbeitete Grundversion, seit 1995 in der Fertigung. Neues, größeres Fahrerhaus sowie kleinere Überarbeitungen.
- MTZ-82K – Spezialversion für Arbeiten an Steilhängen, konstruiert und gefertigt in Tiflis, Georgien.
- MTZ-82N – Modell mit geringerer Bodenfreiheit und somit tieferem Schwerpunkt sowie geänderter Bereifung.
- MTZ-82R – Spezielles Modell für den Reisanbau, insbesondere ein höheres Fahrwerk mit größerer Bodenfreiheit
- MTZ-82-23/12 – Modell mit überarbeiteter Vorderachse und größeren Vorderrädern.
- MTZ-92 – Exportversion mit gesteigerter Leistung (90 PS (66 kW)) und einfacherem Wetterschutz.
- MTZ-820, MTZ-892, MTZ-892.2, MTZ-920, MTZ-920.2 und MTZ-952.2 – Modernisierte Versionen, teils mit geringfügig erhöhter Motorleistung. Alle Modelle haben noch die gleiche Grundform, jedoch einen leicht abgeschrägten Kühlergrill.
- MTZ-920.3, MTZ-920.4, MTZ-952, MTZ-952.3, MTZ-952.4 und MTZ-952.5 – Modernisierte Modelle mit komplett überarbeiteter Karosserie.

Außerdem gibt es diverse Modifikationen mit Anbauten wie Baggerarmen oder Planierschildern, die als Baumaschine Verwendung finden.

## Technische Daten
Die Daten gelten für das aktuell produzierte Modell MTZ-82.1, änderten sich seit Produktionsbeginn jedoch wenig.
- Motor: Vierzylinder-Viertakt-Dieselmotor mit Direkteinspritzung
- Motortyp: „D-243“
- Leistung: 81 PS (60 kW)
- Hubraum: 4750 cm³
- Bohrung: 110 mm
- Hub: 125 mm
- Drehmoment: 298 Nm
- maximale Drehzahl: 2200 min−1
- Tankinhalt: 130 l
- Kupplung: Einscheiben-Trockenkupplung
- Getriebe: mechanisch, 18 Vorwärtsgänge + 4 Rückwärtsgänge
- Höchstgeschwindigkeit: 34,3 km/h vorwärts, 9,22 km/h rückwärts
- Zapfwelle: umschaltbar, 540 oder 1000 min−1
- Hydraulikanlage: Dreipunkthydraulik hinten, hebt etwa 3200 kg
- Antriebsformel: 4×4

Abmessungen und Gewichte
- Länge: 3930 mm
- Breite: 1970 mm
- Höhe: 2800 mm
- Bodenfreiheit: 465 mm
- Radstand: 2450 mm
- Spurweite vorne: 1430–1990 mm
- Spurweite hinten: 1400–2100 mm
- Gewicht, fahrbereit: 4000 kg
- zulässiges Gesamtgewicht: 6500 kg
- Bereifung hinten: 15,5R38 AS
- Bereifung vorne: 11,20-20 AS